# Menander coruscans
Espèce
Menander coruscans est une espèce d'insectes lépidoptères (papillons) appartenant à la famille des Riodinidae et au genre Menander.

## Taxonomie
Menander coruscans a été décrit par Arthur Gardiner Butler en 1867 sous le nom de Tharops coruscans.

### Sous-espèces
- Menander coruscans coruscans présent en Bolivie et au Brésil
- Menander coruscans exsultans Brévignon, 1999 ; présent en Guyane[1].

## Description
Menander coruscans présente un dessus noir à damiers bleus alors que le revers est beige orné de petites marques marron et de grosses taches noires submarginales aux postérieures.

## Écologie et distribution
Menander coruscans est présent en Guyane, en Bolivie et au Brésil.

### Biotope
Il réside dans la forêt tropicale.